# 和春影城
和春影城，舊名和春戲院，位於台灣高雄市的電影院，創立於1986年，與十全電影院相同，以放映二輪電影為主，長期以來，是高雄市唯二的二輪戲院。因虧損，於2019年4月15日停業。

## 歷史
位於高雄市三民區建興路建工商圈內。創立之初，只有兩個影廳，逐步擴大到有6個影廳。以票價便宜，購買一張票，可在同廳看兩部電影為號召；與週邊店家合作，用極便宜價格皈售優惠券。主要以播放二輪電影為主，也引進較少觀眾的藝術電影，播放種類眾多，是高雄市著名休閒場所。
因觀眾消費習慣改變，在虧損之下，於2019年4月正式停業。